# Eerste Slag van Beleriand
In de fictieve wereld Midden-aarde van schrijver J.R.R. Tolkien is de Eerste Slag van Beleriand de eerste veldslag in de oorlogen om Beleriand in de Eerste Era. Deze werd gevochten voor de komst van de Noldor, tussen Belegost, Nogrod, de Nandor, Sindar en de strijdkrachten van Morgoth.

## Aanleiding en begin
Nadat Morgoth de Bomen van Valinor had vernietigd, vluchtte hij weg uit het gezegende rijk Valinor samen met Ungoliant. In Helcaraxë, het uiterste noorden van Midden-Aarde verdreef Morgoth met zijn o.a. enkele Balrogs Ungoliant.
In de tijd dat Morgoth gevangen was, bereidde Sauron, zijn generaal, zijn terugkomst voor. Daarom vielen de legers van Morgoth bijna onmiddellijk na zijn terugkeer de elfen aan vanuit twee kanten.
Morgoth wist dat veel elfen nog niet waren verenigd in een koninkrijk of wel, maar dan in kleine stammen.
Er waren echter twee uitzonderingen: Doriath in het centrum en Falas aan de kusten. Het was Morgoths bedoeling om beide rijken in één keer te vernietigen (de Nandor van Ossiriand waren onbelangrijke bijzaak voor hem). Thingol was volgens Morgoth het sterkst en hij viel daarom Doriath langs twee kanten aan. Hij deelde zijn leger: één leger rukte op door het dal van de Sirion richting Falas en West-Doriath, terwijl het tweede leger door het gebied oprukte wat later de Mark van Maedhros werd genoemd, naar Oost-Beleriand en Oost-Doriath. Op die manier ontstonden twee fronten.

## Het westelijke front
Morgoth viel West-Beleriand binnen en plunderde het gebied tussen de Narog en de Sirion (in die tijd westelijke marken van Doriath). Koning Thingol trok echter op tegen de plunderende orks, net als Cirdan van Falas. De daaropvolgende slag vond plaats in de buurt van Nargothrond en Eglarest. Thingol en Cirdan werden echter van elkaar gescheiden, waarna het orkleger de aanval op Doriath opgaf en verder oprukt naar Falas, dat bijna volledig werd verwoest, behalve enkele zwaar bewaakte en zwaar belegerde steden aan zee tot de Dagor-nuin-Giliath. Op die manier was Morgoth de winnaar van het westelijk front, maar trok zich terug uit Falas, waarna het een bloeiende streek werd. Dit was echter niet het belangrijkste front.

## Het oostelijke front
Het tweede orkleger trok Oost-Beleriand binnen en viel Menegroth aan vanuit hun kampementen tussen de Celon en de Gelion.
Koning Thingol riep daarop de hulp in van de Nandor van Ossiriand en samen met de legers die Thingol had achtergelaten om Menegroth te beschermen bij een aanval uit het oosten, voerden ze de eerste slag van de oorlogen in Beleriand tegen Morgoth.
Het orkleger werd vernietigd, maar Denethor, de koning van de Nandor, werd in de strijd gedood op de Amon Ereb voordat Thingol met het westelijk leger te hulp kon komen. De restanten van het vluchtende orkleger werden opgevangen en gedood door de dwergen van Belegost en Nogrod die uit de Berg Dolmed kwamen.

## Resultaten
De Gordel van Melian werd rond Doriath gelegd om deze stad te beschermen. 
De steden van Falas bleven belegerd tot de Dagor-nuin-Giliath.
Doriath werd sterker en de Eldar zagen in dat ze zich moesten verenigen om Morgoth (even) te kunnen weerstaan.
Vele Nandor vestigden in Doriath onder Thingol; de rest werd een teruggetrokken volk, de Laiquendi.  Zij kozen na Denethor geen koning meer en mengden zich niet in latere gevechten.